# یوهان اشترویس
یوهان اشترویس (به هلندی: Jan Struys) (زاده احتمالا ۱۶۲۹ میلادی, مرگ احتمالا ۱۶۹۴ میلادی) یک جهانگرد هلندی بود که سفرنامه‌اش که اولین بار در سال ۱۶۷۶ میلادی در آمستردام چاپ شد، یکی از کتابهای محبوب آن دوره به شمار می‌رفت.

## نگارخانه

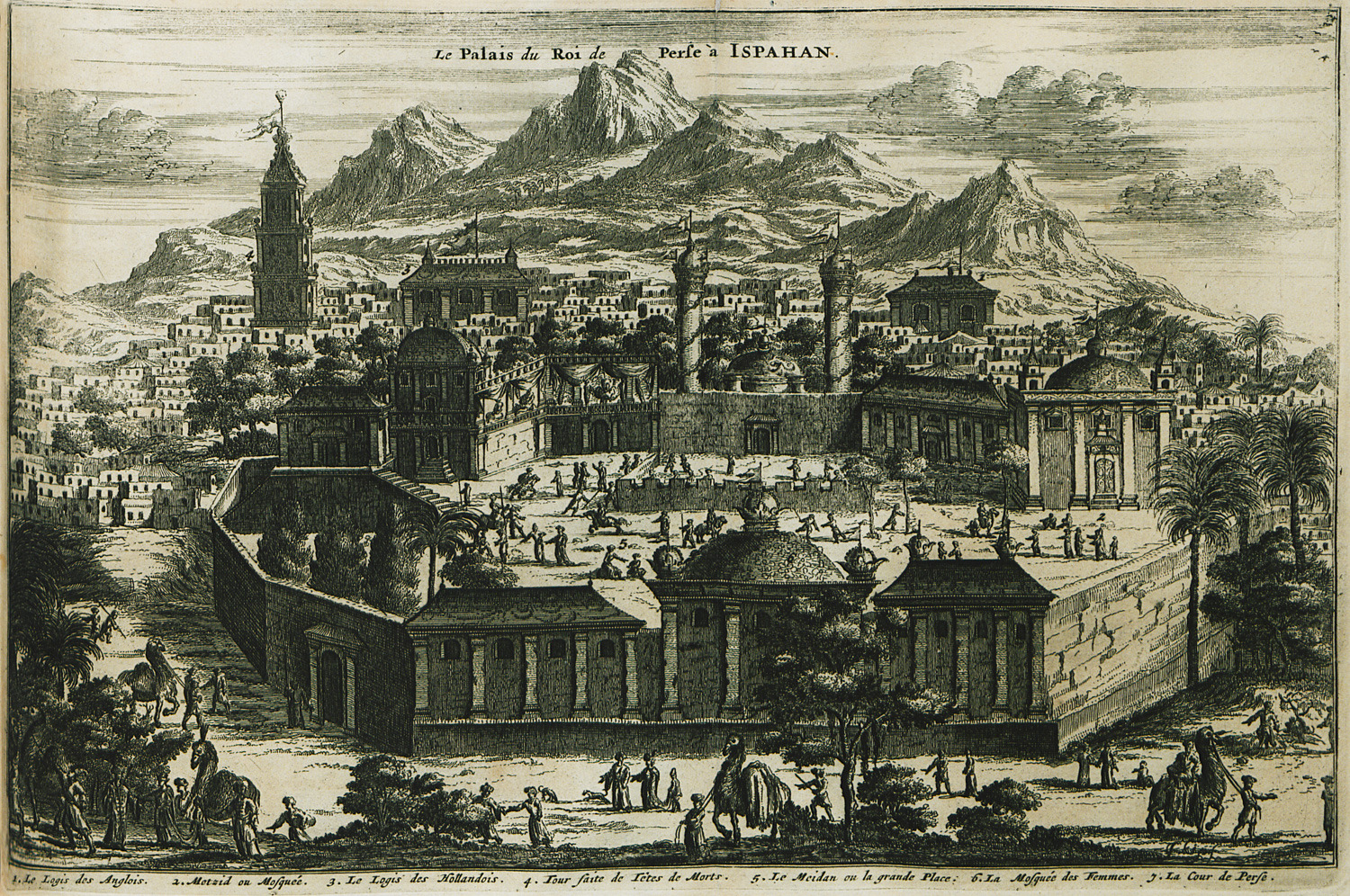
طرح یان استرایس از کاخ شاه و نمای شهر اصفهان ترسیم شده در سال ۱۶۸۱
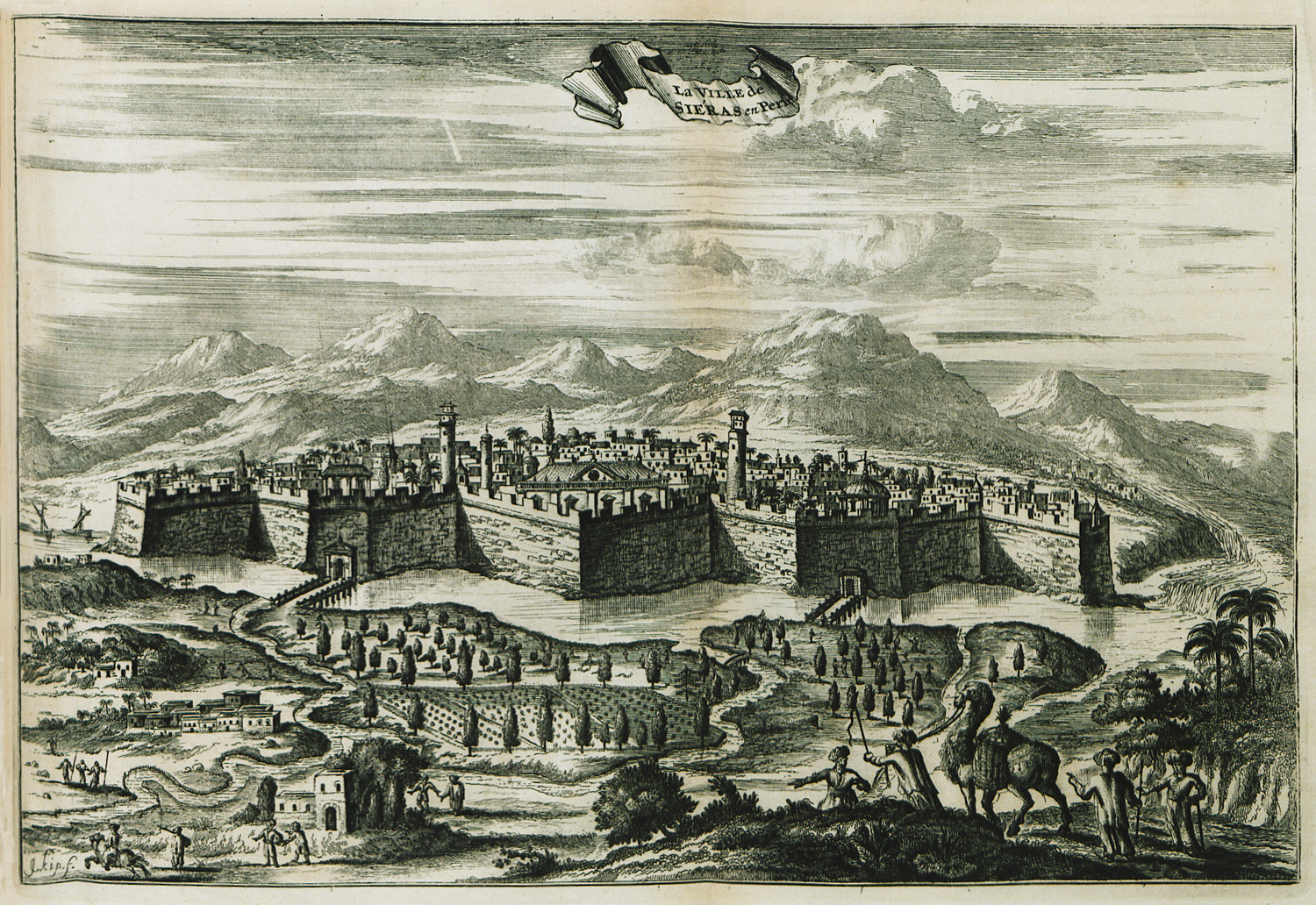
طرح یان استرایس از شیراز
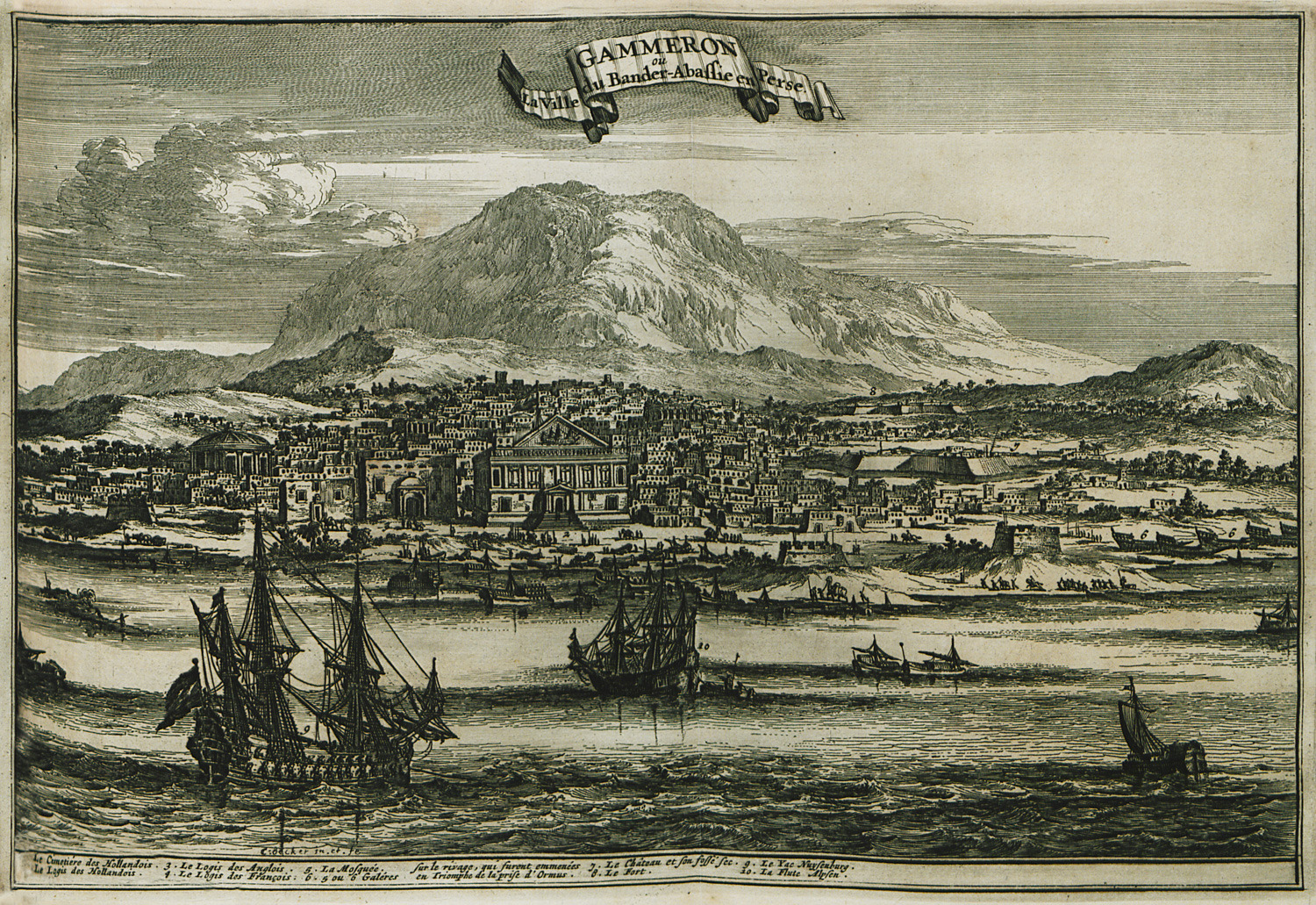
طرح یان استرایس از بندرعباس
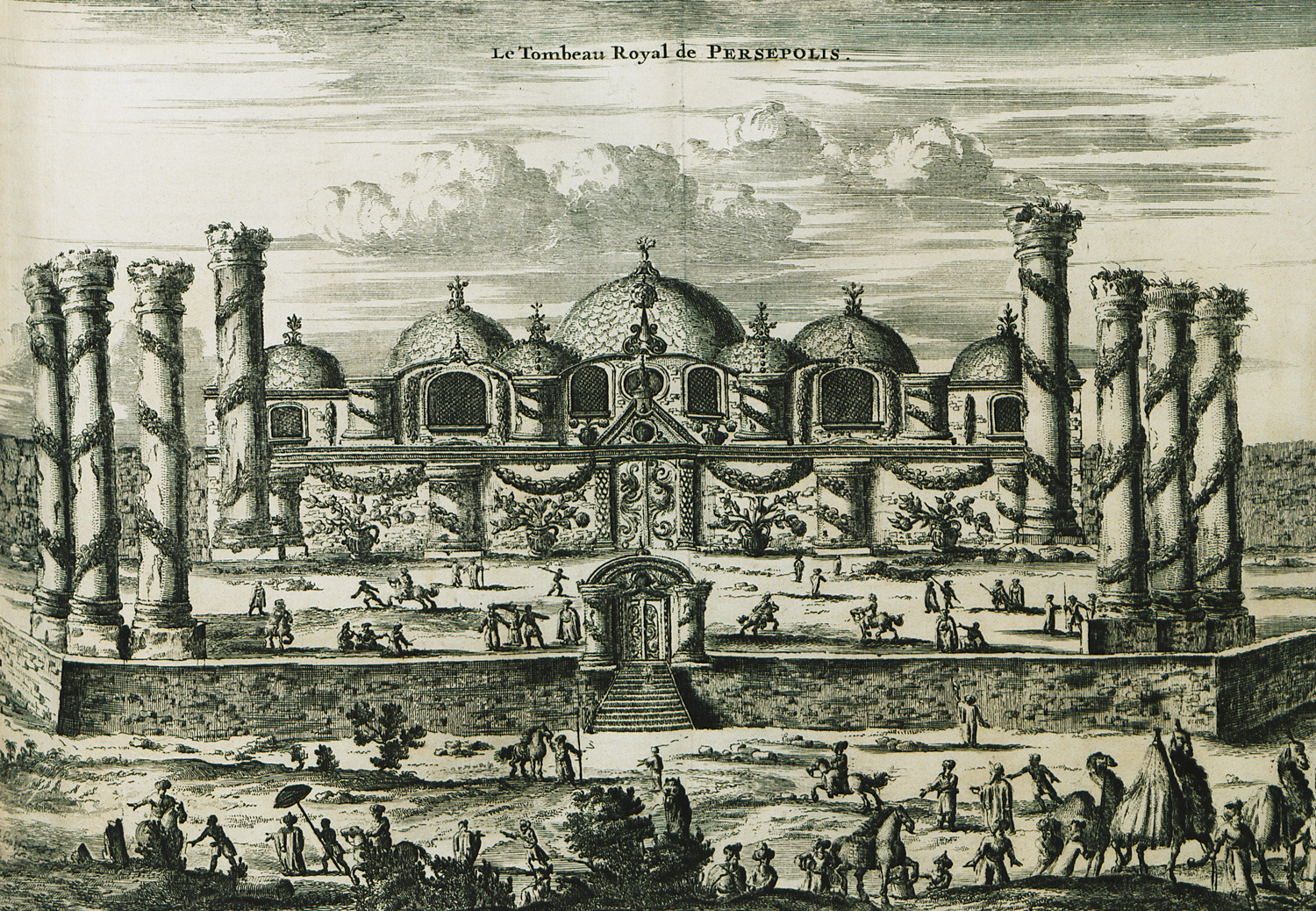
طرح یان استرایس از تخت جمشید
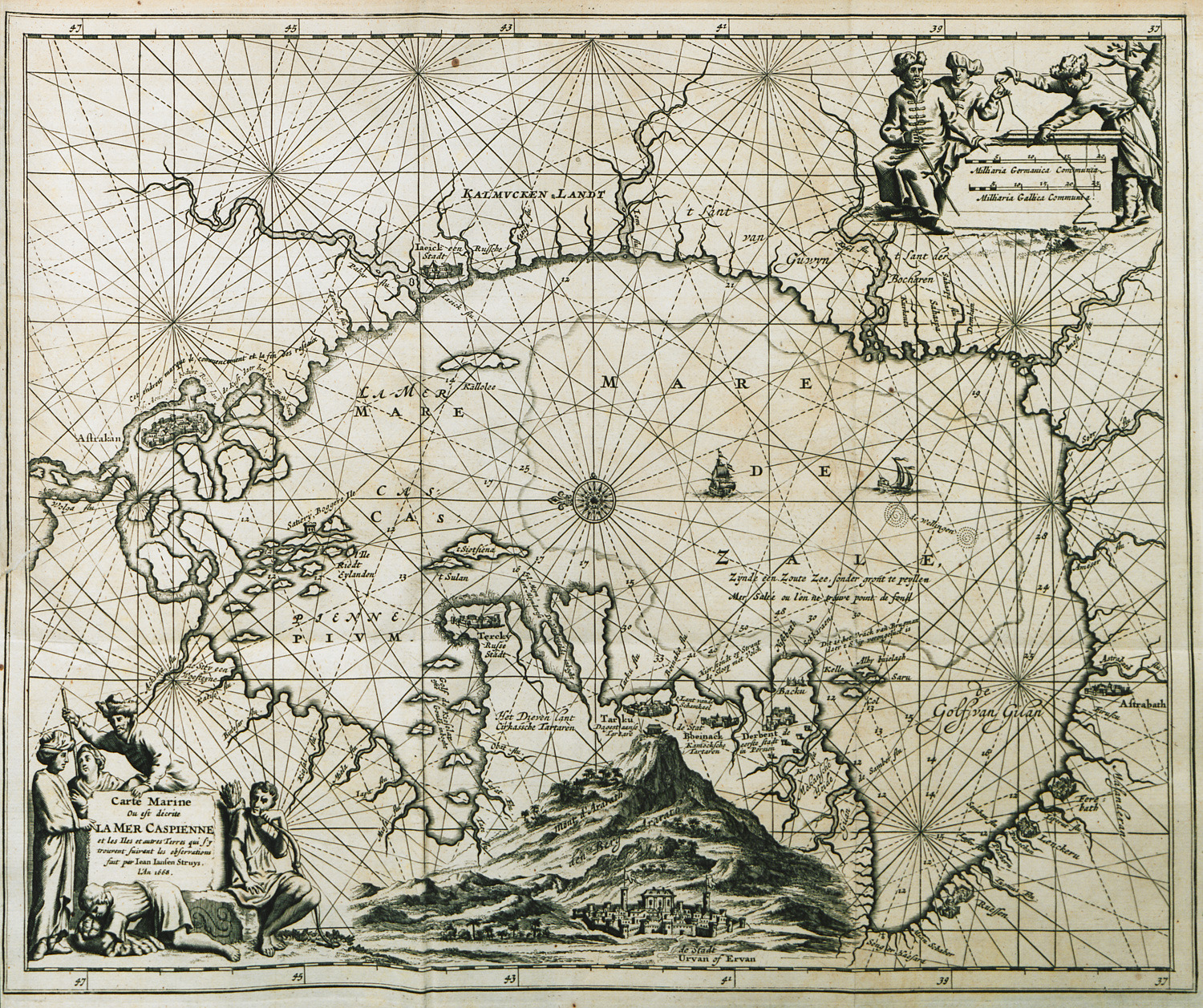
طرح یان استرایس از دریای خزر